# Raul Henrique Srour
Raul Henrique Srour (1 de julho de 1961) é um empresário e doleiro brasileiro que ganhou notoriedade ao ser preso no escândalo da Petrobras investigado pela Operação Lava Jato, da Polícia Federal do Brasil. Foi um dos primeiros denunciados da operação, quando o foco era crimes praticados por doleiros. O juiz aponta que ele é um velho conhecido da Justiça, pois já havia registros de sua atuação no mercado negro quando julgou o chamado caso Banestado, sobre evasão milionária de divisas ao exterior, na década de 1990.
Em 2014, ao abrir a ação criminal contra Srour, a Justiça Federal substituiu a prisão preventiva contra o doleiro por medidas cautelares, entre elas fiança no montante de sete milhões e duzentos mil reais.
Em maio de 2016, Srour foi condenado pelo juiz de Curitiba Sergio Moro a sete anos e dois meses de prisão pelos crimes de lavagem de dinheiro e operação fraudulenta de câmbio. Srour poderá responder em liberdade, mas fica proibido de mudar de endereço, deixar o país e contatar outros réus. Srour já havia sido condenado anteriormente pelo juiz Douglas Camarinha na Operação Farol da Colina acusado de movimentar ilegalmente um bilhão de reais.
Em agosto de 2017 teve a condenação confirmada em segunda instância. Em março de 2018 o recurso da defesa foi negado por unanimidade mantendo a condenação por operação fraudulenta de câmbio e lavagem de dinheiro.

## Prisão
No dia 10 de outubro de 2018 foi preso. Segundo o Ministério Público logo após ter confirmada sua condenação em segundo grau, o doleiro alterou seu domicílio para Jandaia do Sul, local em que não existe estabelecimento destinado ao cumprimento do regime semiaberto e onde o doleiro nunca teve nenhum vínculo profissional ou pessoal.